# Stylophore
Pour les articles homonymes, voir Stylophore (homonymie).

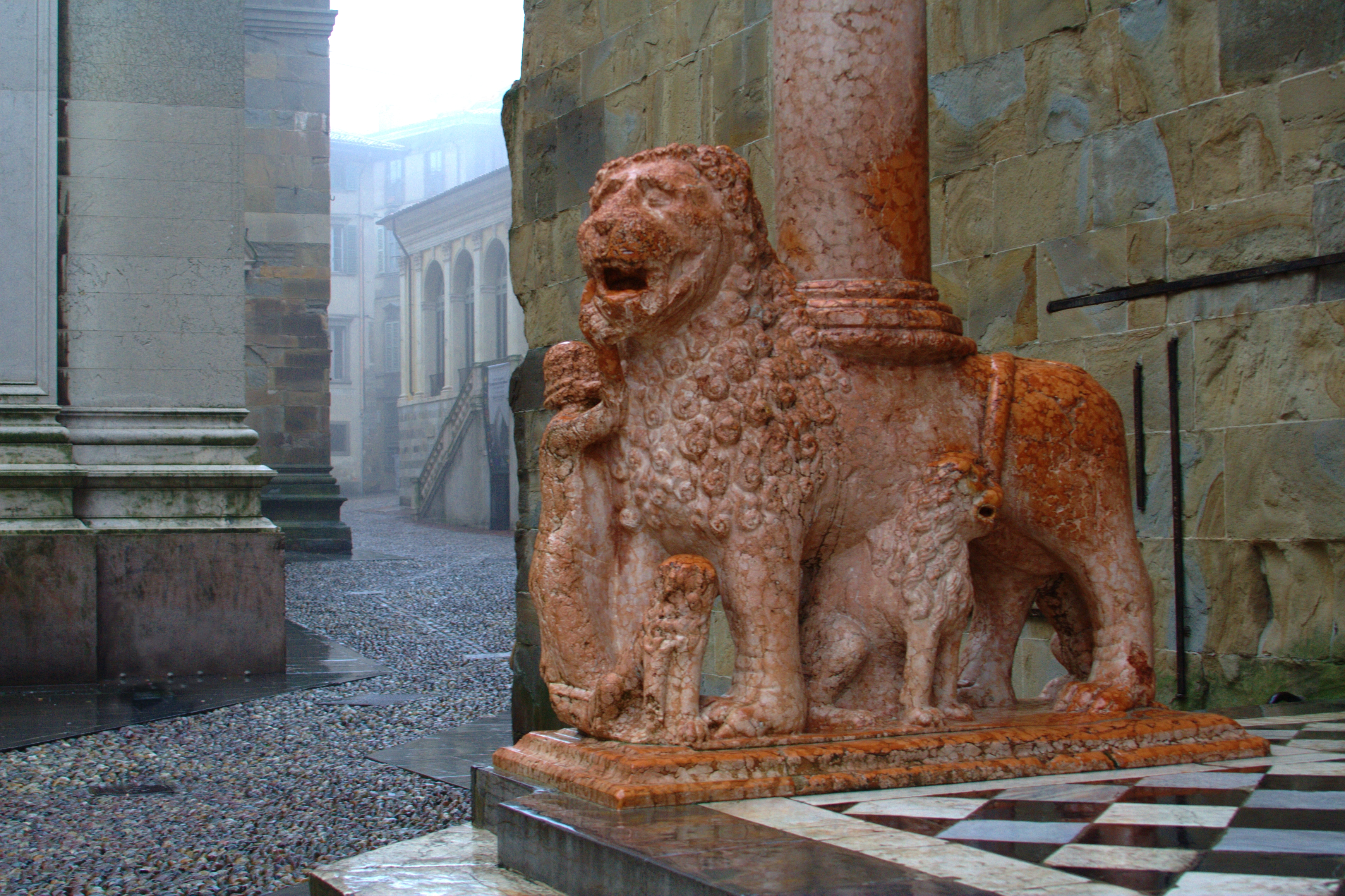
Santa Maria Maggiore de Bergame.

Le stylophore est un terme architectonique dérivé du grec qui signifie « porteur de colonnes ».

## Description
Souvent présent dans l'architecture romane, principalement en Italie, il est utilisé pour désigner des sculptures en forme de lion ou d'animal et (rarement) de  personnage mythologique placées à la base des colonnettes de soutien des protiro, et des chaires à la période de la  pré-Renaissance italienne.
À la différence de la cariatide ou de l'atlante, qui tiennent lieu de colonne pour soutenir un entablement, le stylophore constitue la seule base de la colonne.

## Collection

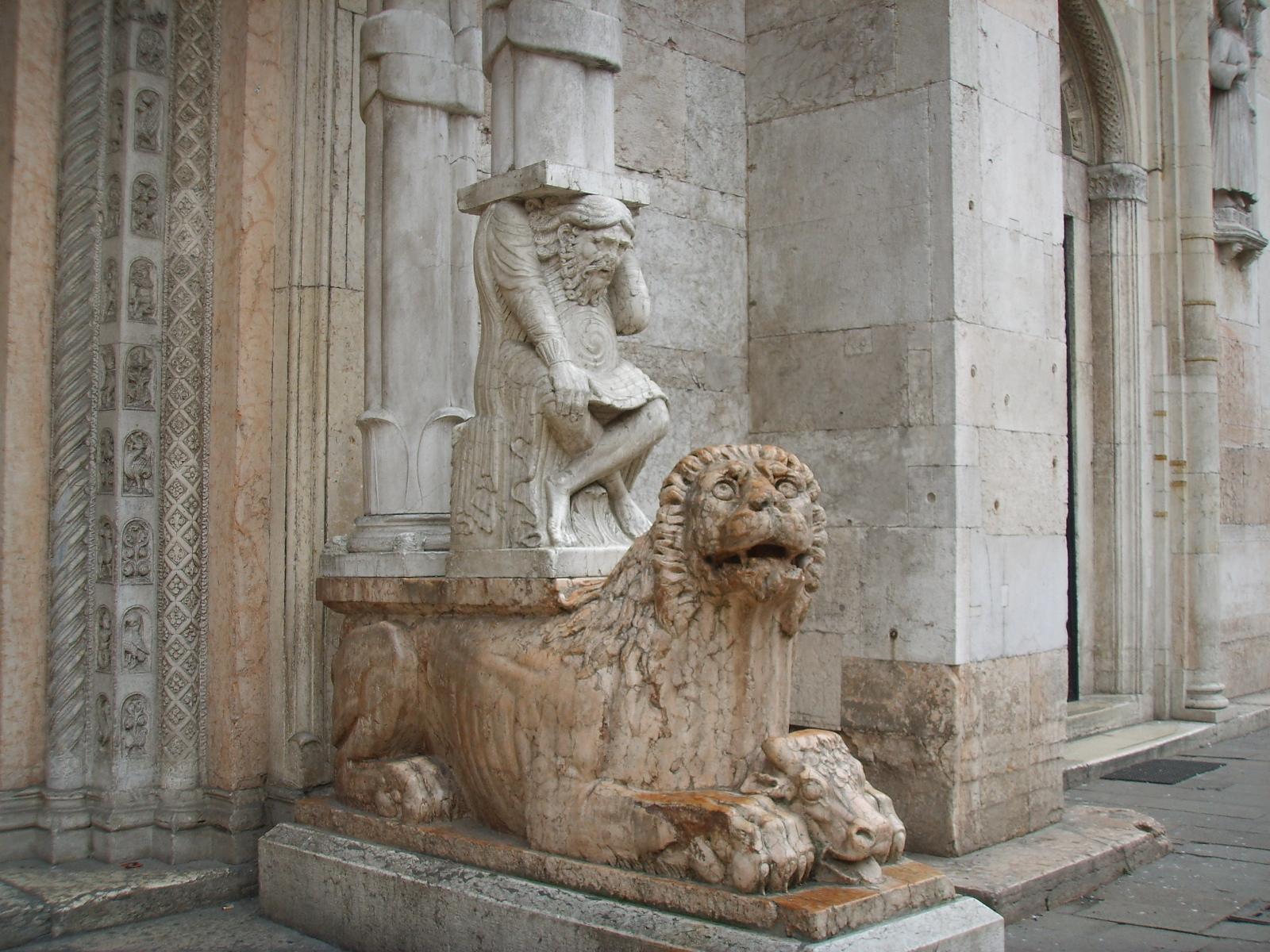
Dôme de Ferrare.
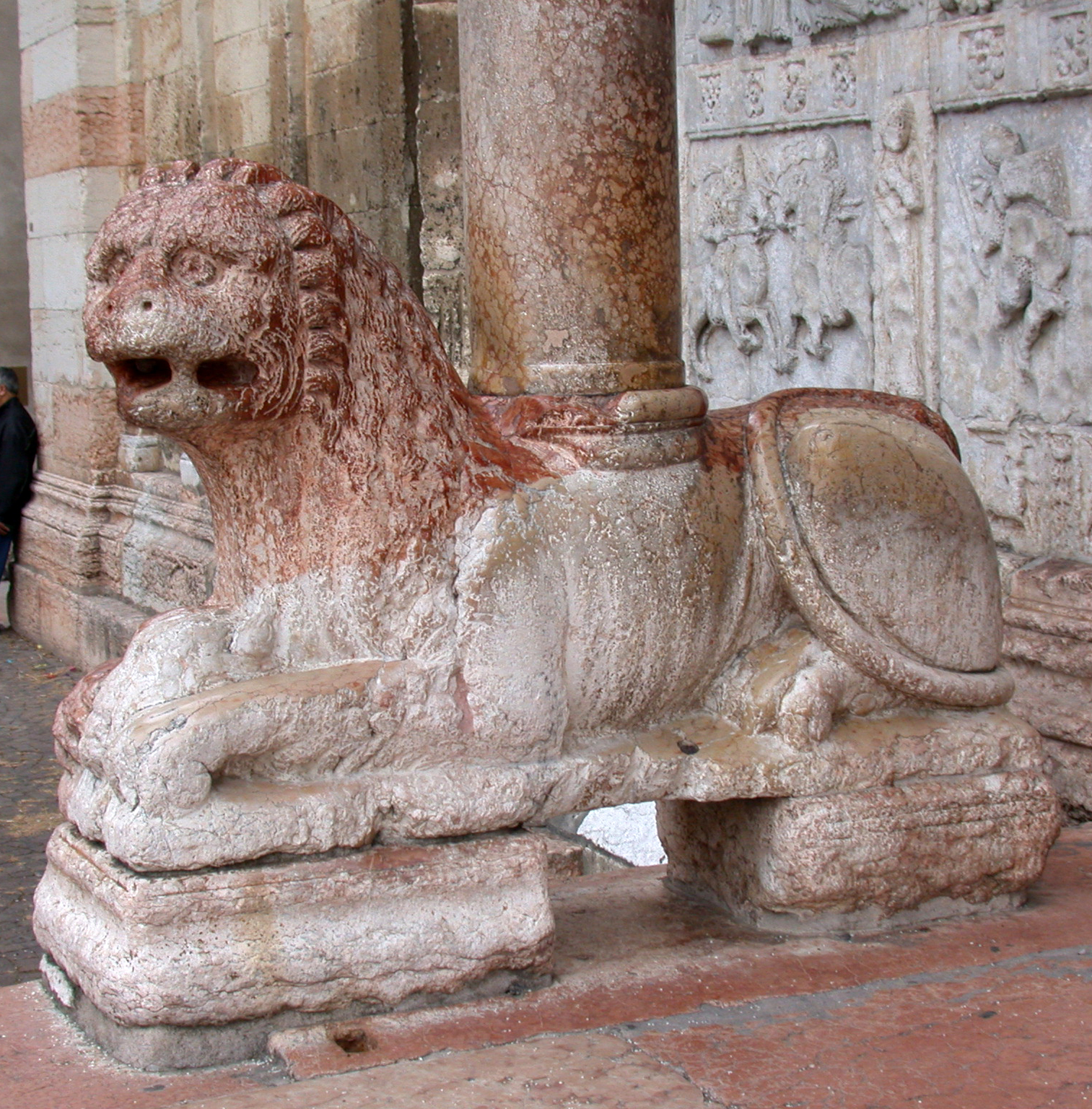
San Zeno Maggiore.
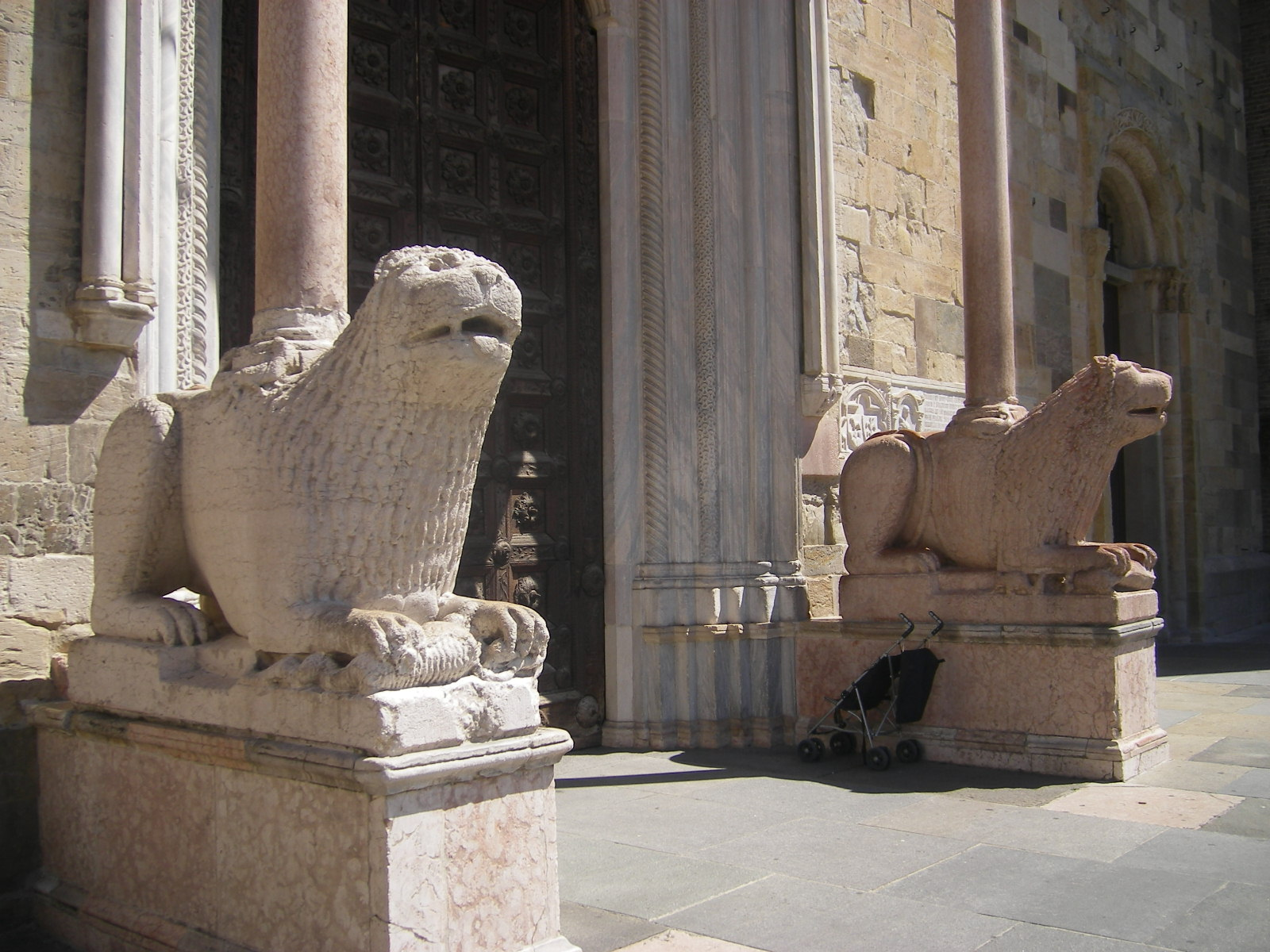
Cathédrale de Parme.
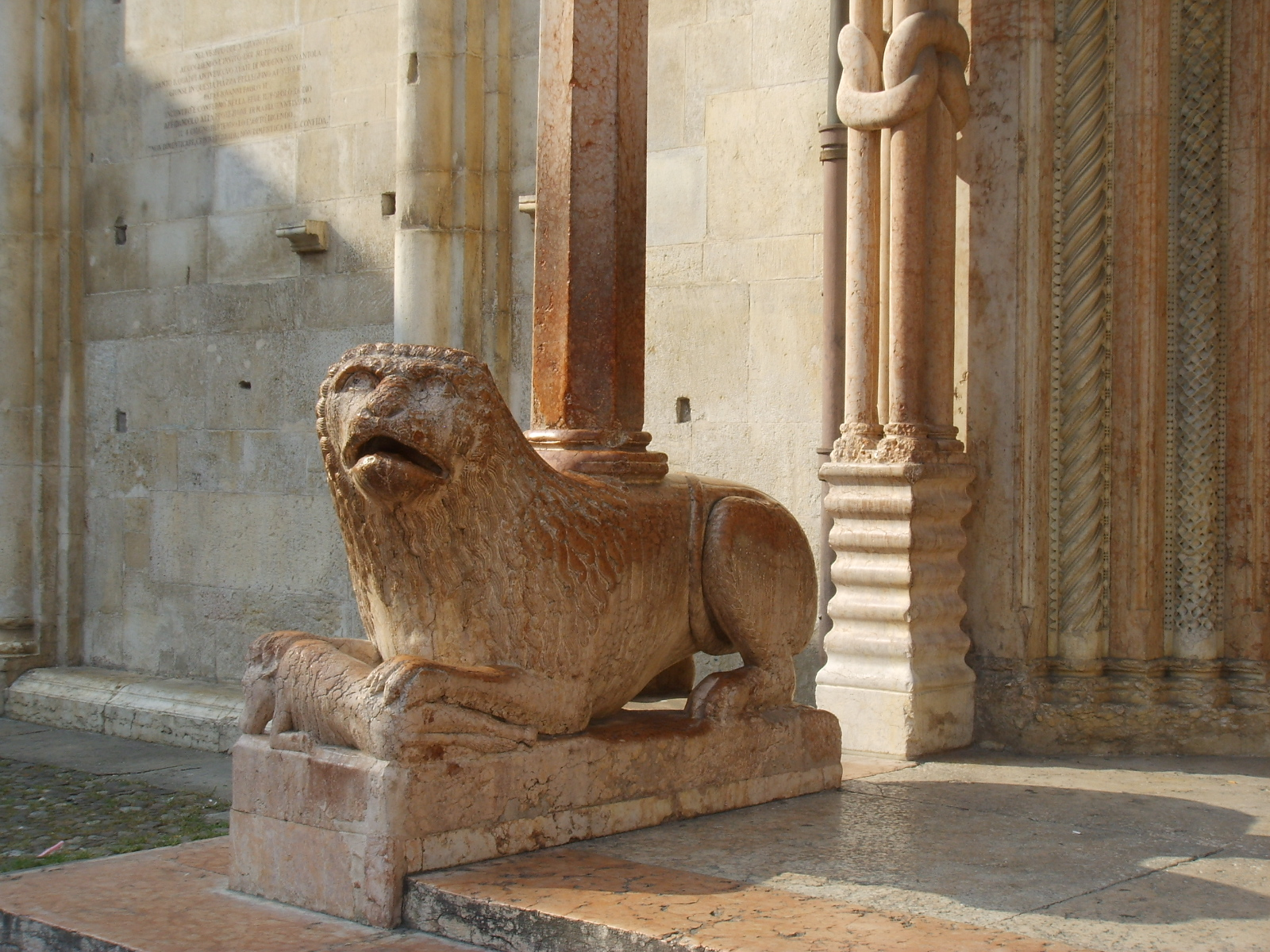
Cathédrale de Modène.
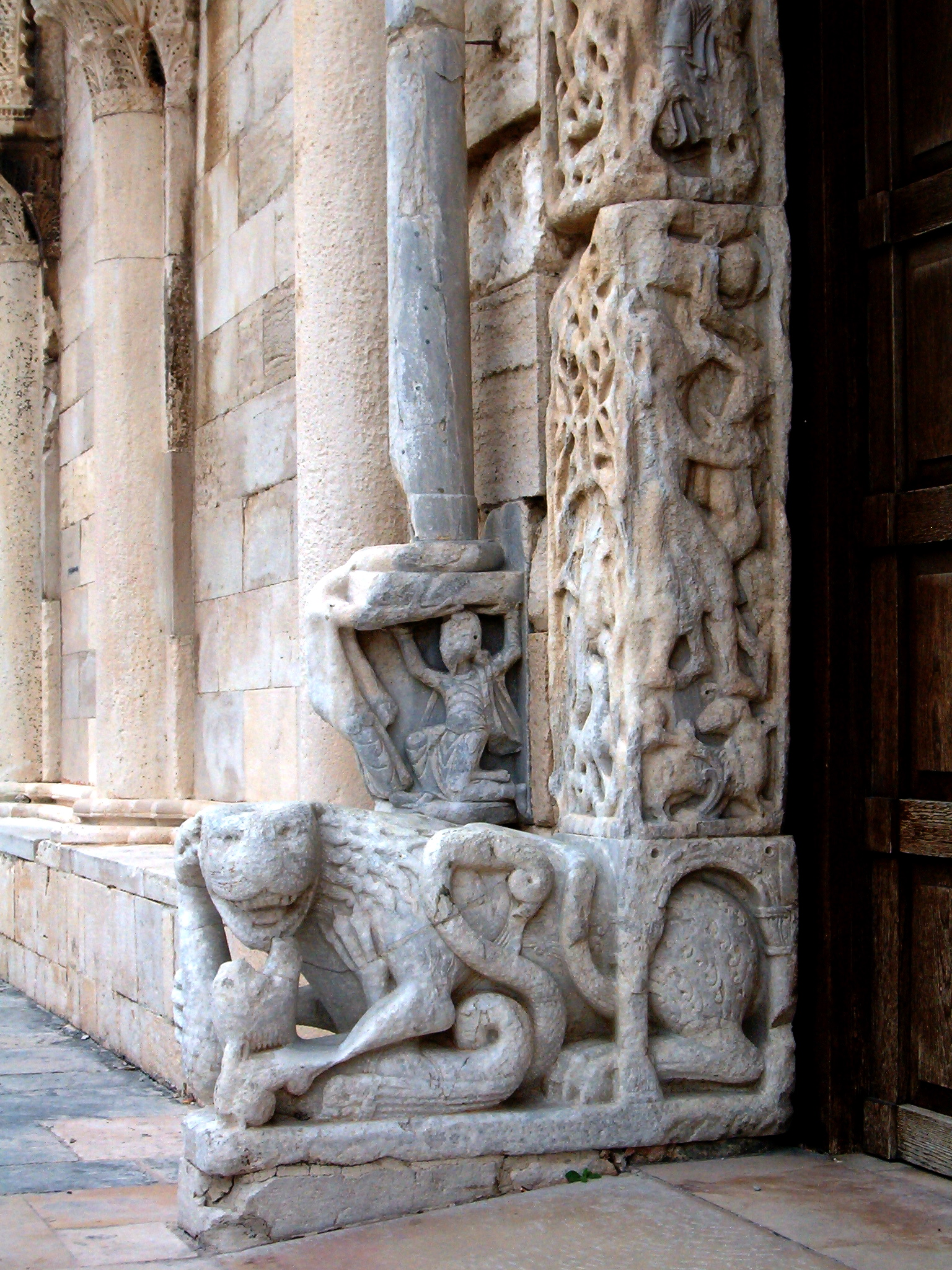
Cathédrale de Trani.
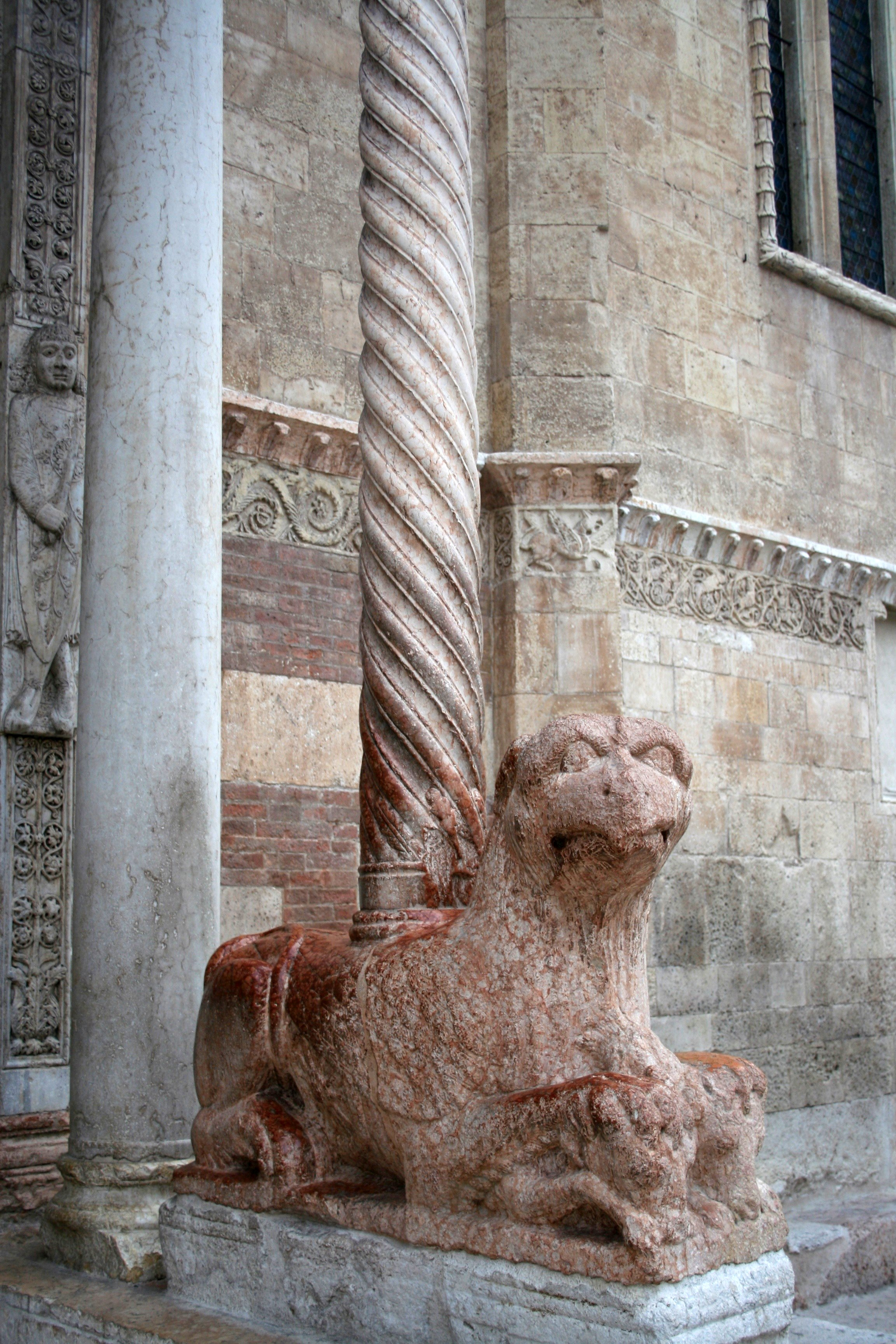
Dôme de Vérone.
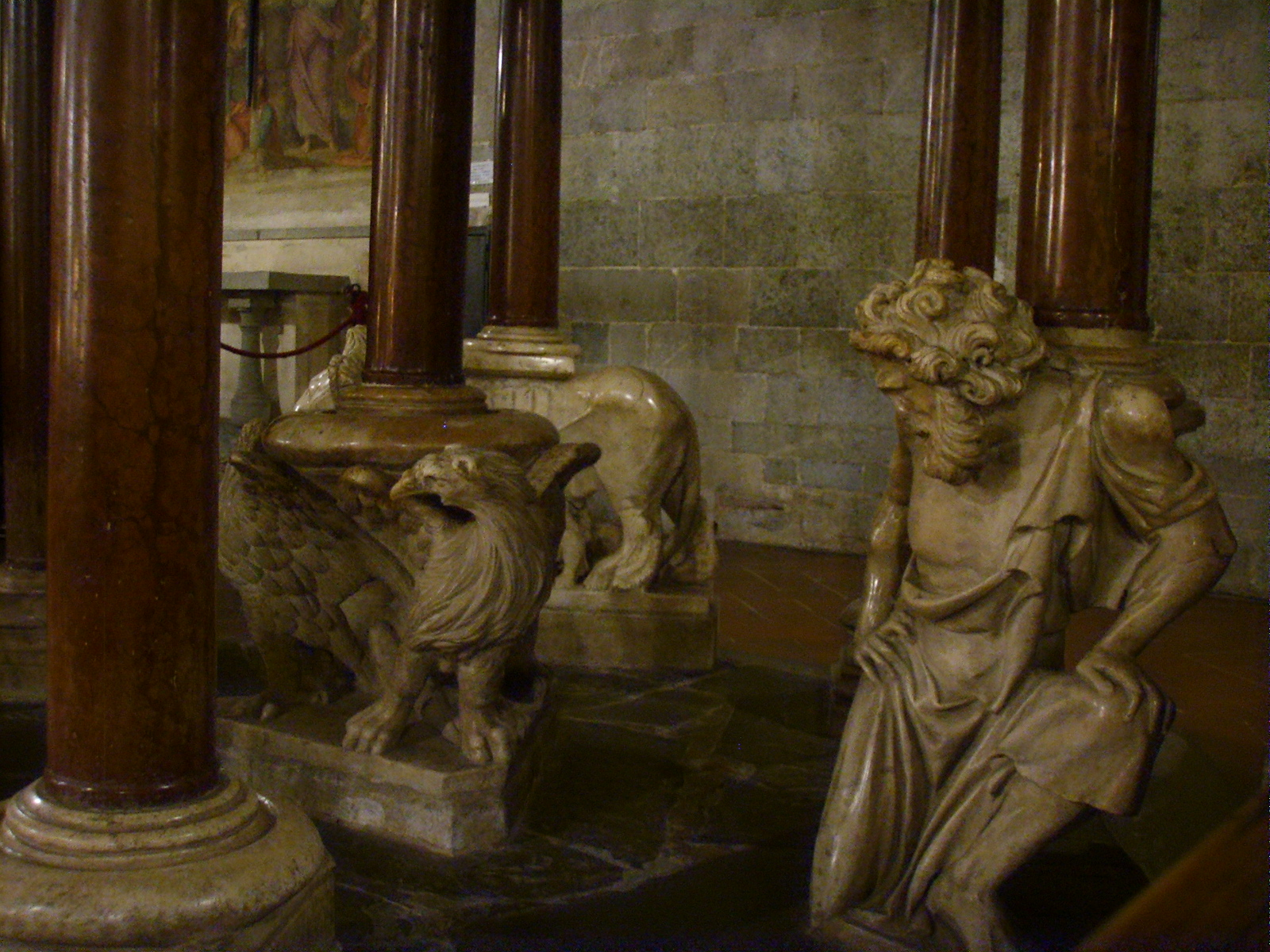
Base de la chaire de saint André à Pistoia.
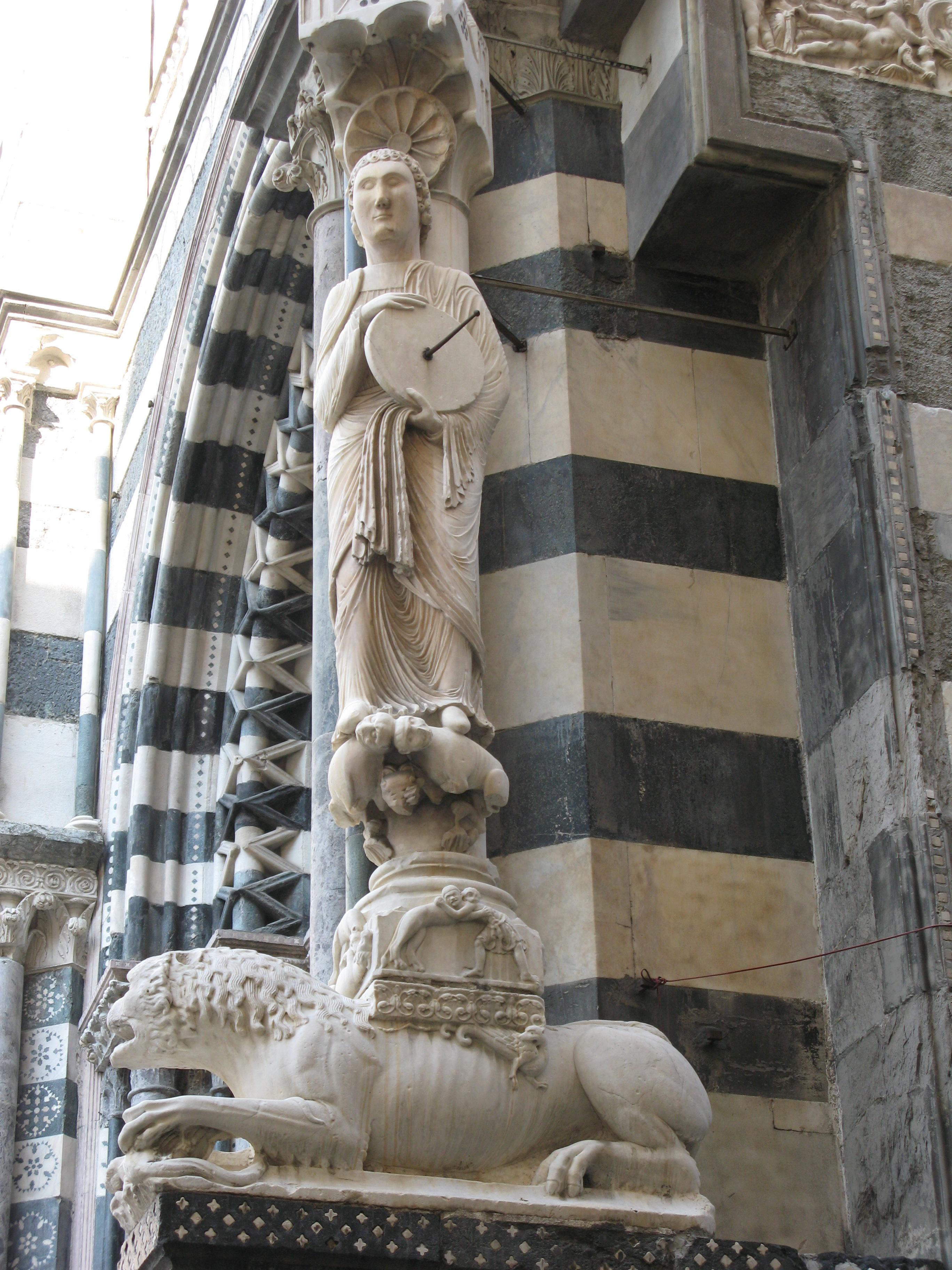
San Lorenzo de Gênes.
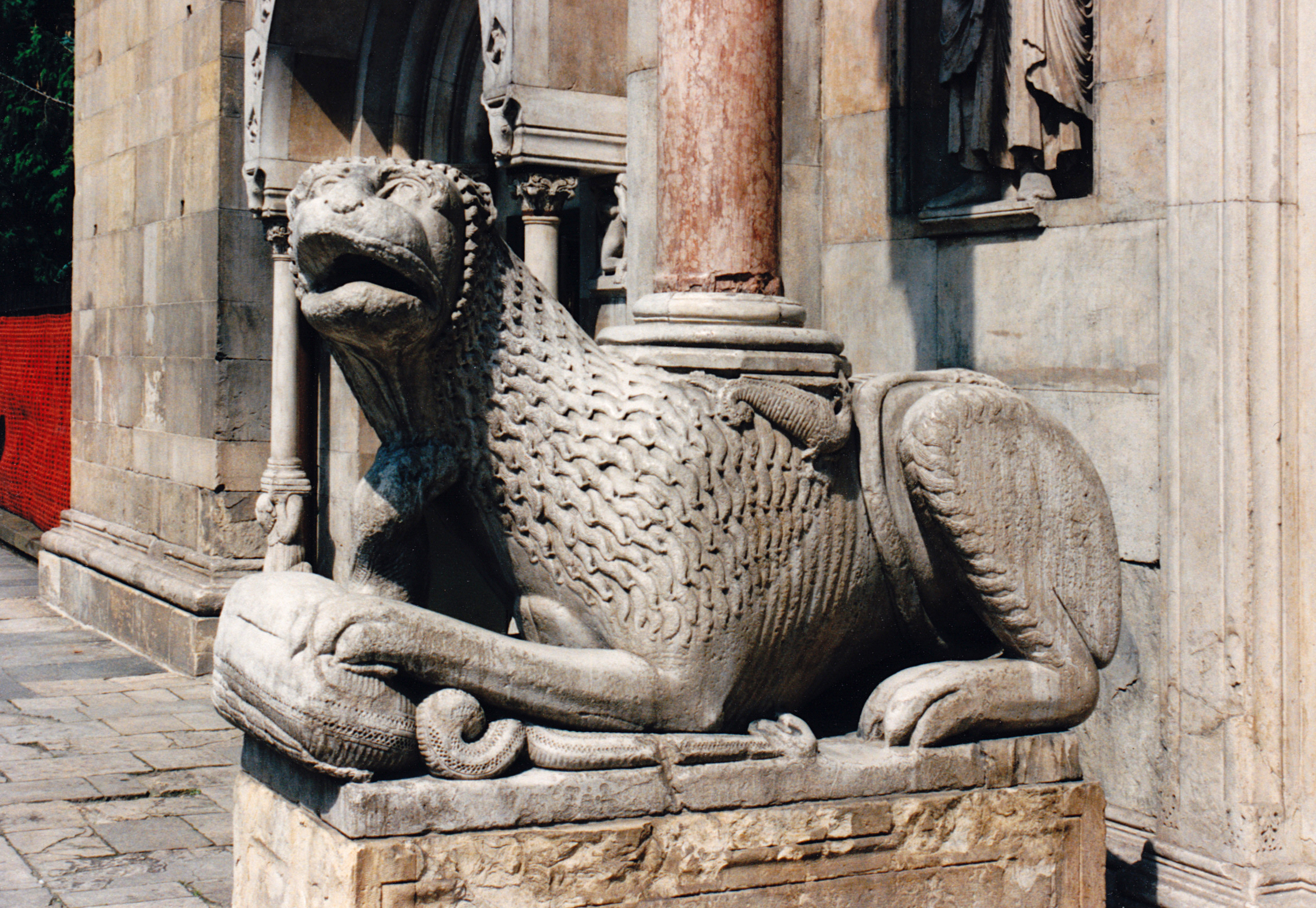
Cathédrale de Fidenza.
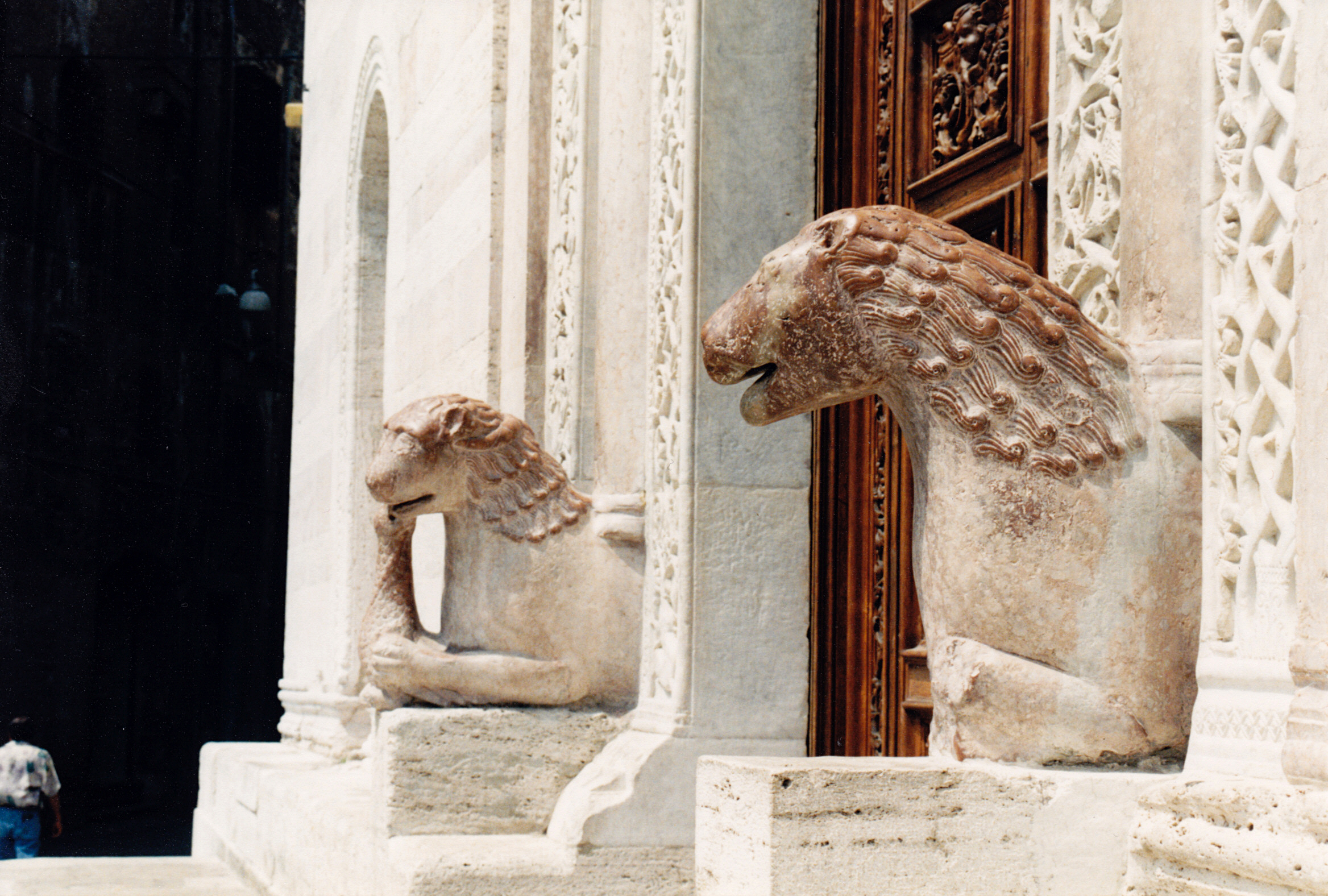
Cathédrale de Foligno.
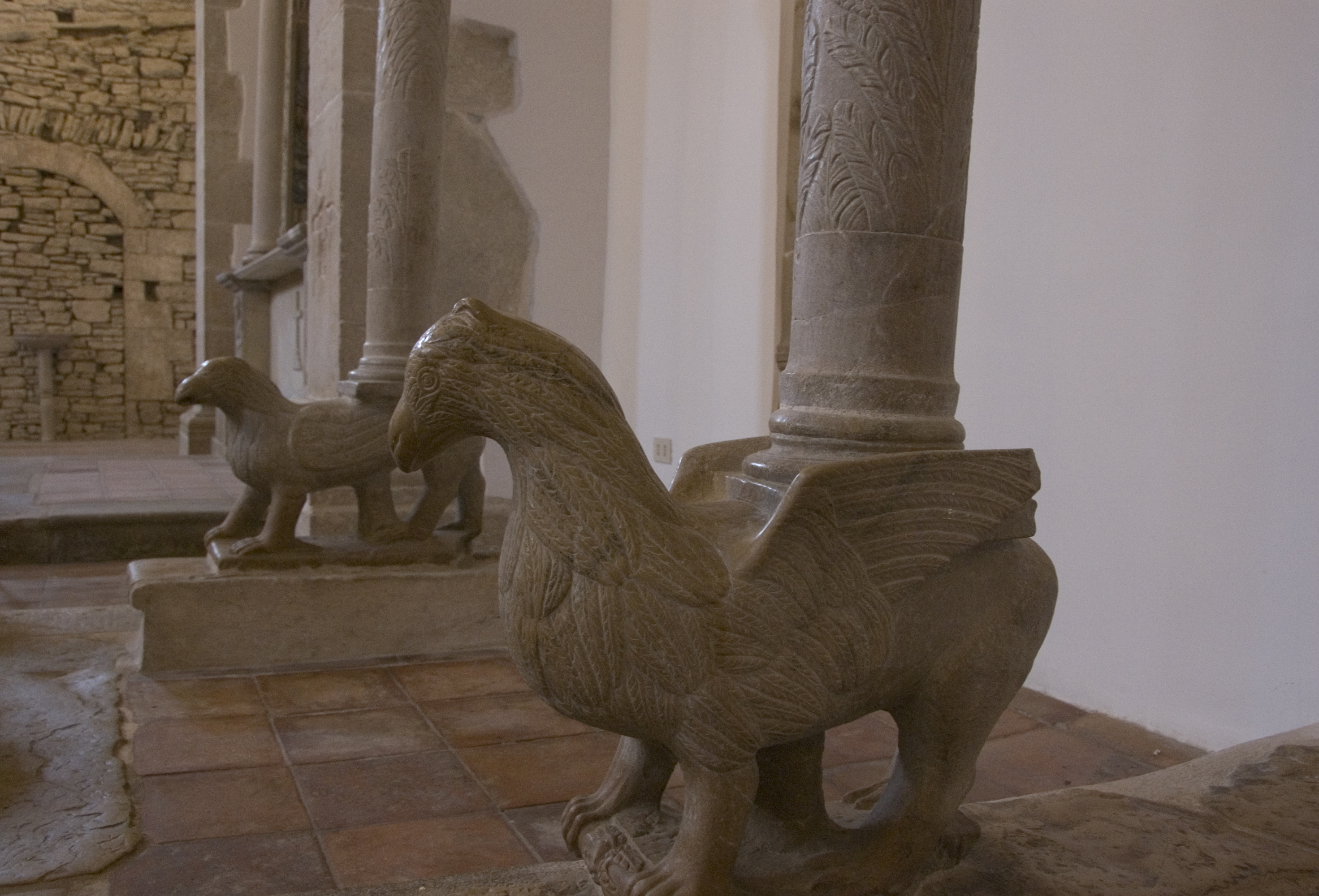
Un autel dans l'église de la Sainte Annonciation à Colle Sannita.
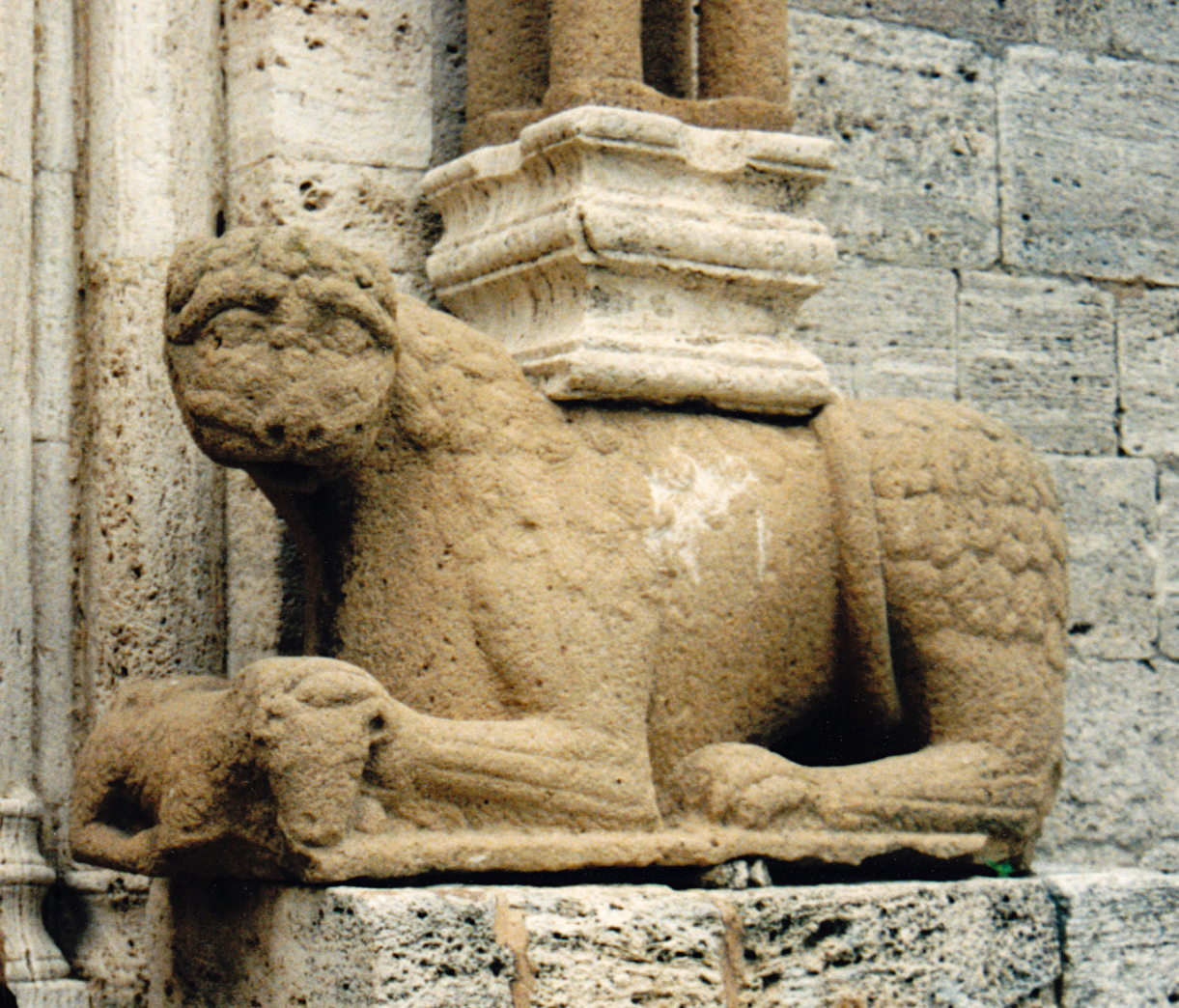
Collégiale de San Quirico d'Orcia.

## France
Quelques exemples se trouvent en France, principalement dans les dépendances de l'archidiocèse d'Embrun : Embrun, Guillestre, Saint-Marcellin de Vars, Briançon (placé à l'intérieur), l'église Saint-Marcellin de la Salle-les-Alpes, l'église Saint-Laurent des Vigneaux, cathédrale Notre-Dame-du-Bourg de Digne…

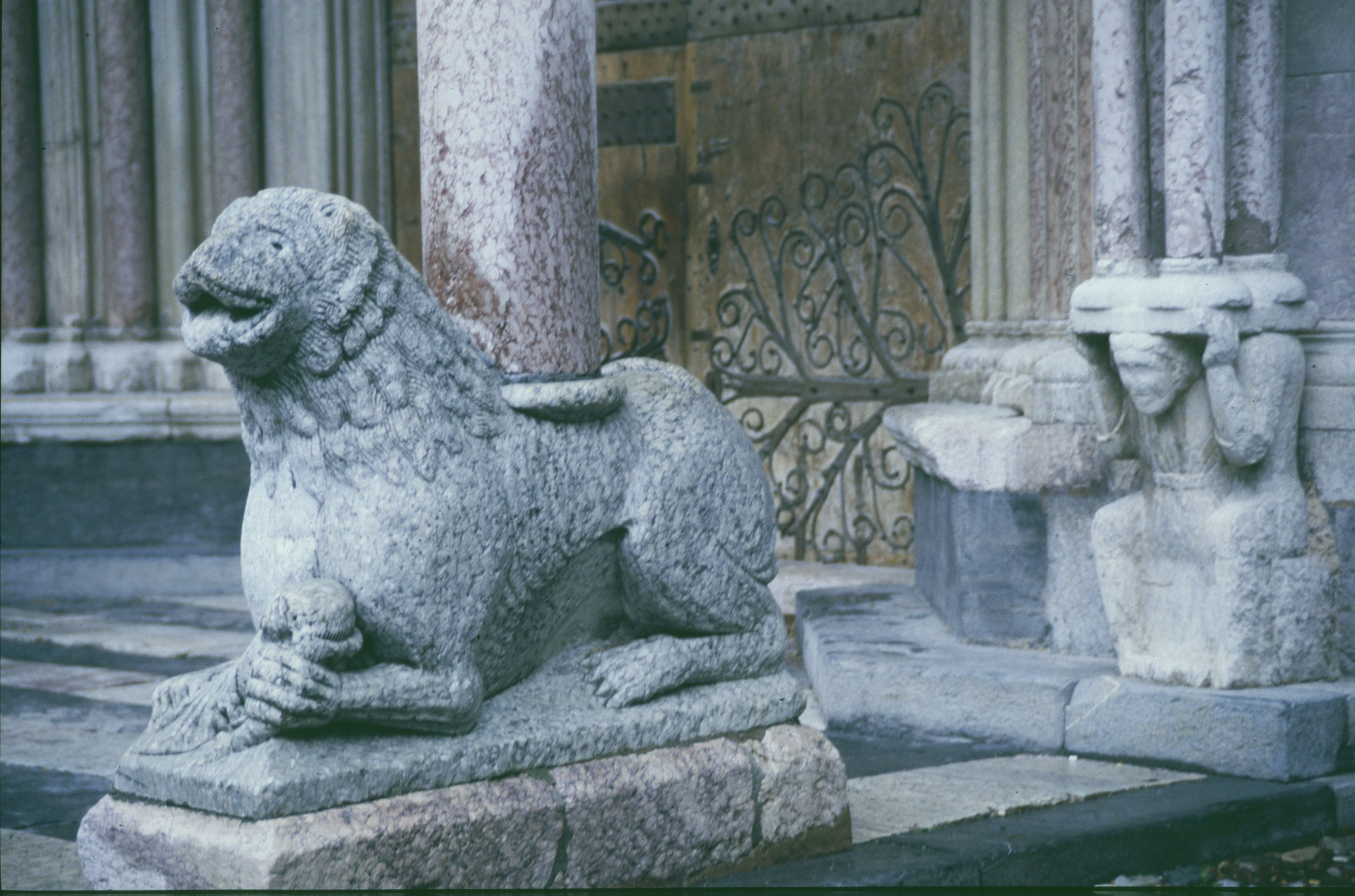
Cathédrale Notre-Dame d'Embrun.
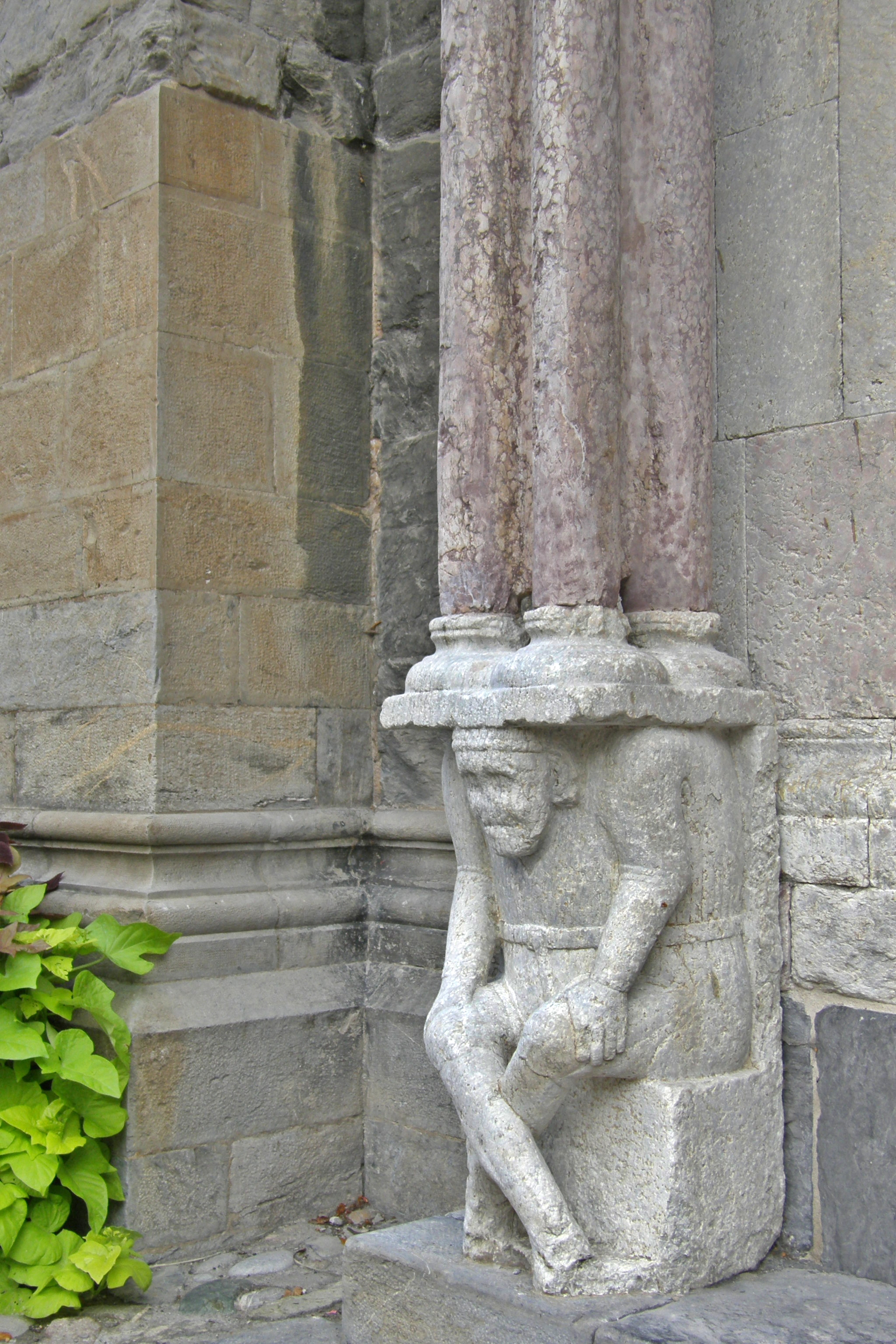
Cathédrale Notre-Dame d'Embrun.
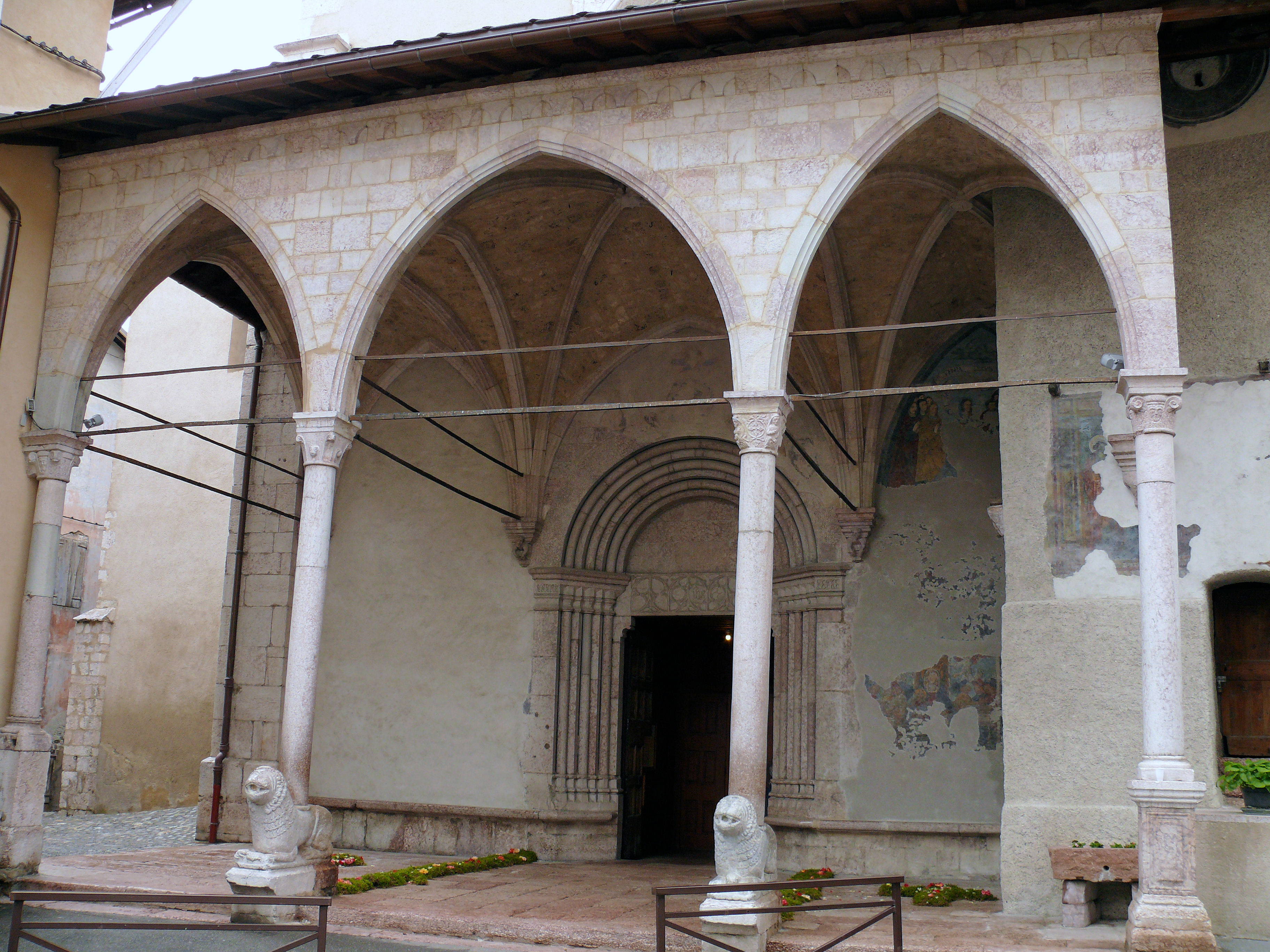
Église Notre-Dame-d'Aquilon de Guillestre.
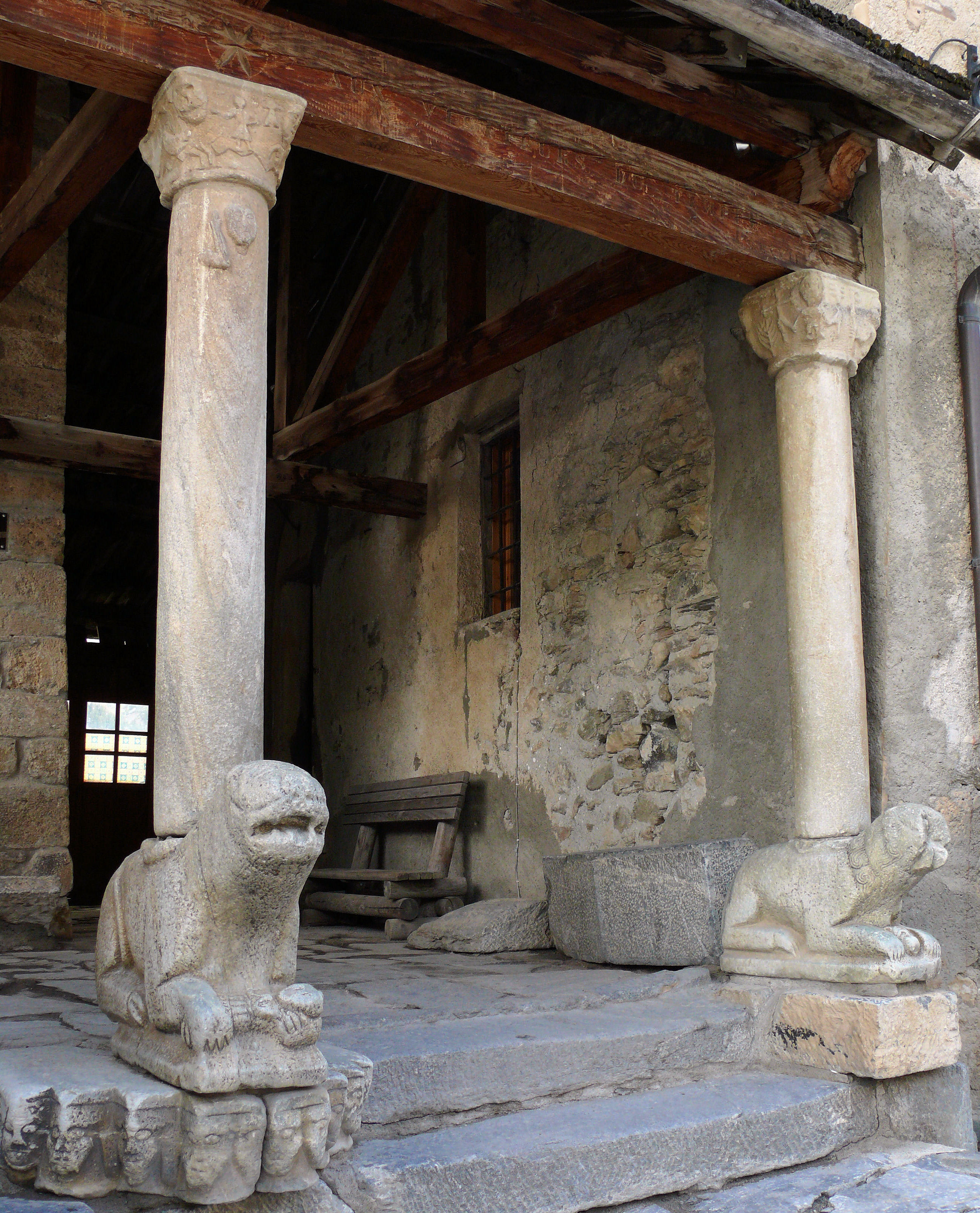
Porche d'entrée de l'église Saint-Véran.
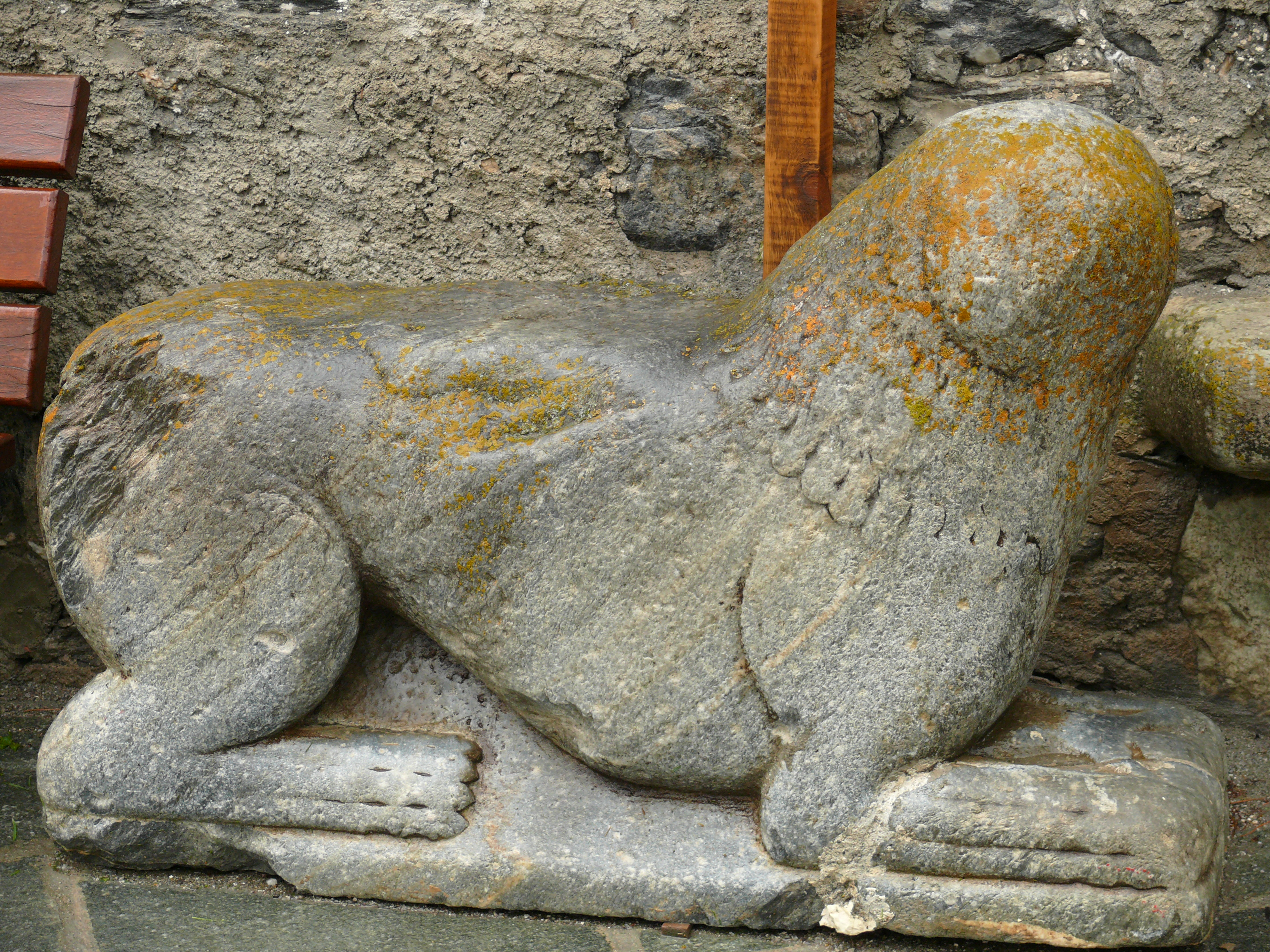
Abriès.
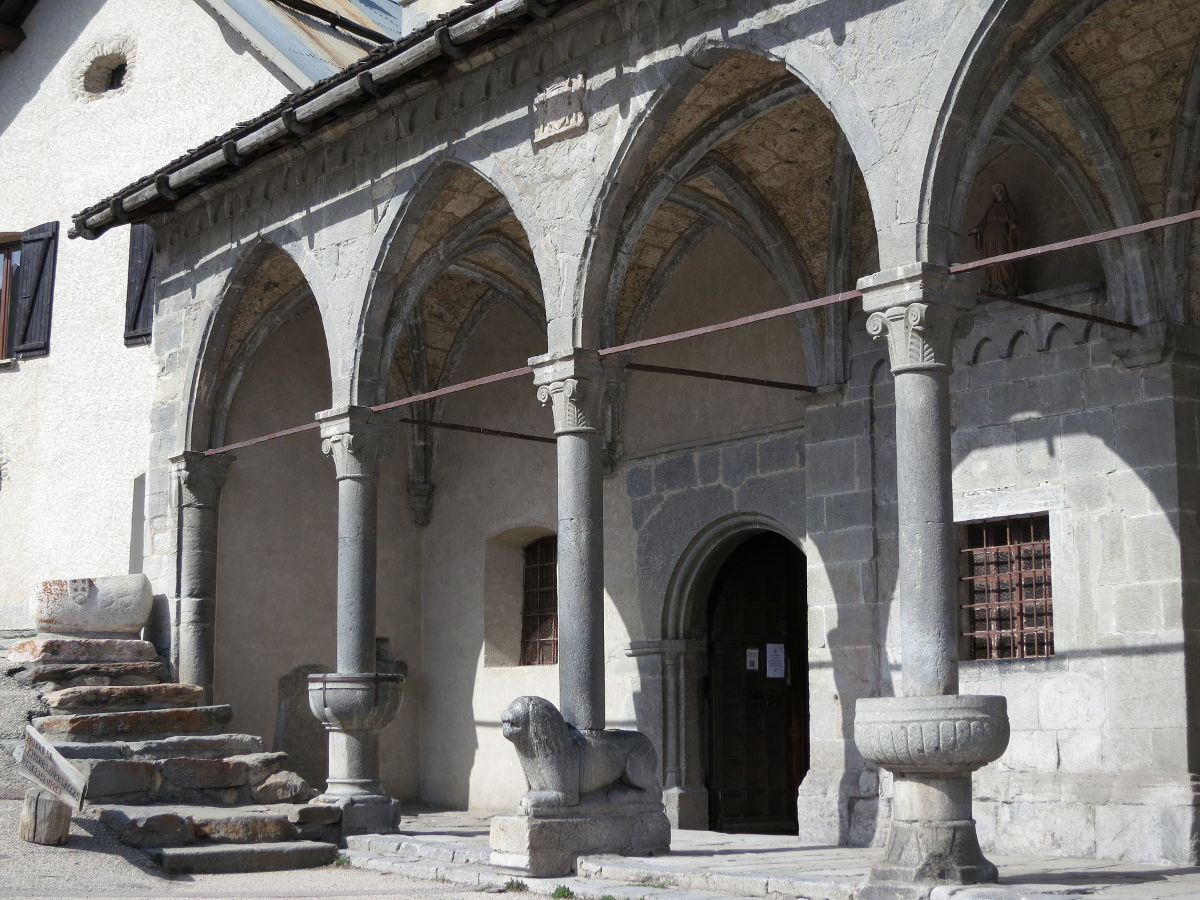
Église Saint-Marcellin de La Salle-les-Alpes.
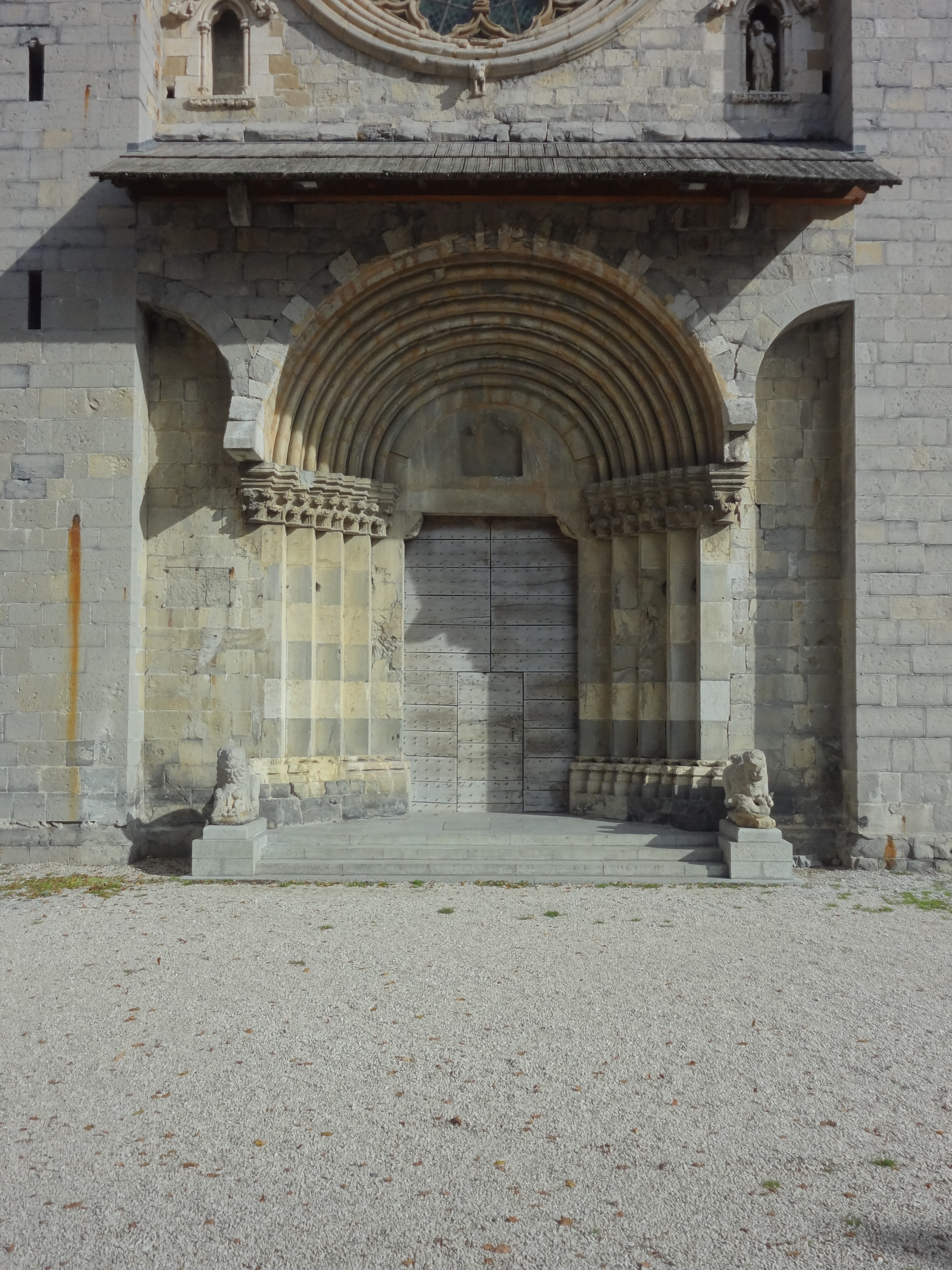
Cathédrale Notre-Dame-du-Bourg de Digne.
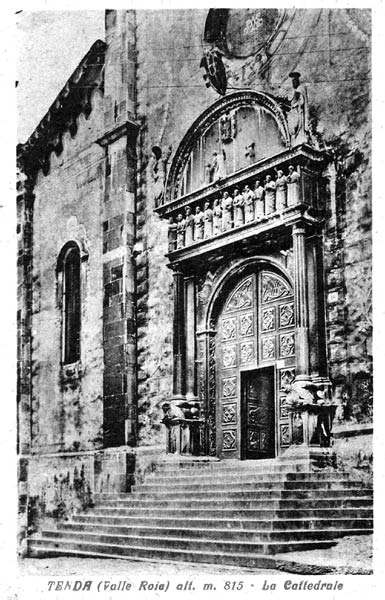
Tende.
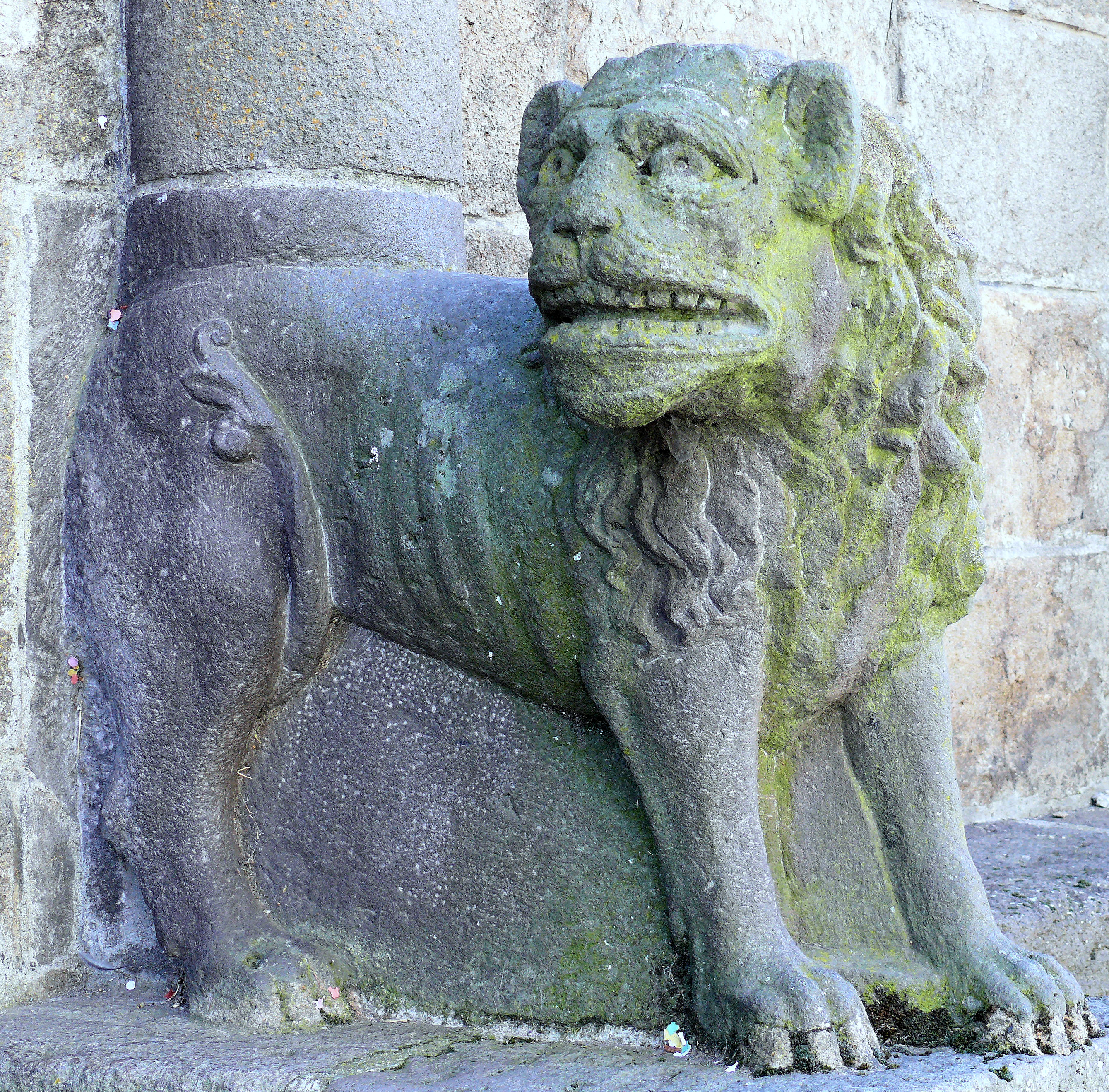
Basilique Notre-Dame-des-Miracles de Mauriac.

## Sources
- (it) Cet article est partiellement ou en totalité issu de l’article de Wikipédia en italien intitulé « Stiloforo » (voir la liste des auteurs).